# 冷枚
冷枚（1661年—？），字吉臣，號東溴，膠州膠西人，清代畫家。
順治十八年（1661年）出生。早年遊京師，師從焦秉貞學畫，長於人物画，尤精仕女。康熙二十七年（1688年）隨焦秉貞入內廷供奉。康熙四十二年（1703年）畫成《仿仇英漢宮春曉圖》，現藏於臺北國立故宮博物院。雍正年間被逐出宮廷畫院，乾隆初再進宮，前後跨康熙、雍正、乾隆三代，“與秉貞名相埒”。乾隆七年（1742年），以老邁辭歸。餘事不詳。其子冷鑑亦曾入宮，協助父親作畫。